# Drupa (mollusque)
Genre
Synonymes
- voir paragraphe #Synonymes

Drupa est un genre de mollusques gastéropodes prédateurs de la famille des Muricidae.

## Synonymes
- genre Canrena Link, 1807[1]
- sous-genre Drupa (Drupa) Röding, 1798[1]
- sous-genre Drupa (Ricinella) Schumacher, 1817[1]
- sous-genre Pentadactylus (Sistrum) Montfort, 1810[1]
- genre Pentadactylus Mörch, 1852[1]
- sous-genre Purpura (Ricinula)[1]
- genre Ricinella Schumacher, 1817[1]
- sous-genre Ricinula (Sistrum)[1]
- genre Ricinula Lamarck, 1816[1]
- sous-genre Sistrum (Ricinula)[1]
- genre Sistrum Montfort, 1810[1]

## Liste des espèces
Selon World Register of Marine Species (25 novembre 2018) :
- Drupa albolabris (Blainville, 1832)
- Drupa aperta (Blainville, 1832)
- Drupa clathrata (Lamarck, 1816)
- Drupa denticulata Houart & Vilvens, 1997
- Drupa elegans (Broderip & G. B. Sowerby I, 1829)
- Drupa morum Röding, 1798
- Drupa ricinus (Linnaeus, 1758)
- Drupa rubusidaeus Röding, 1798
- Drupa speciosa (Dunker, 1867)

## Galerie

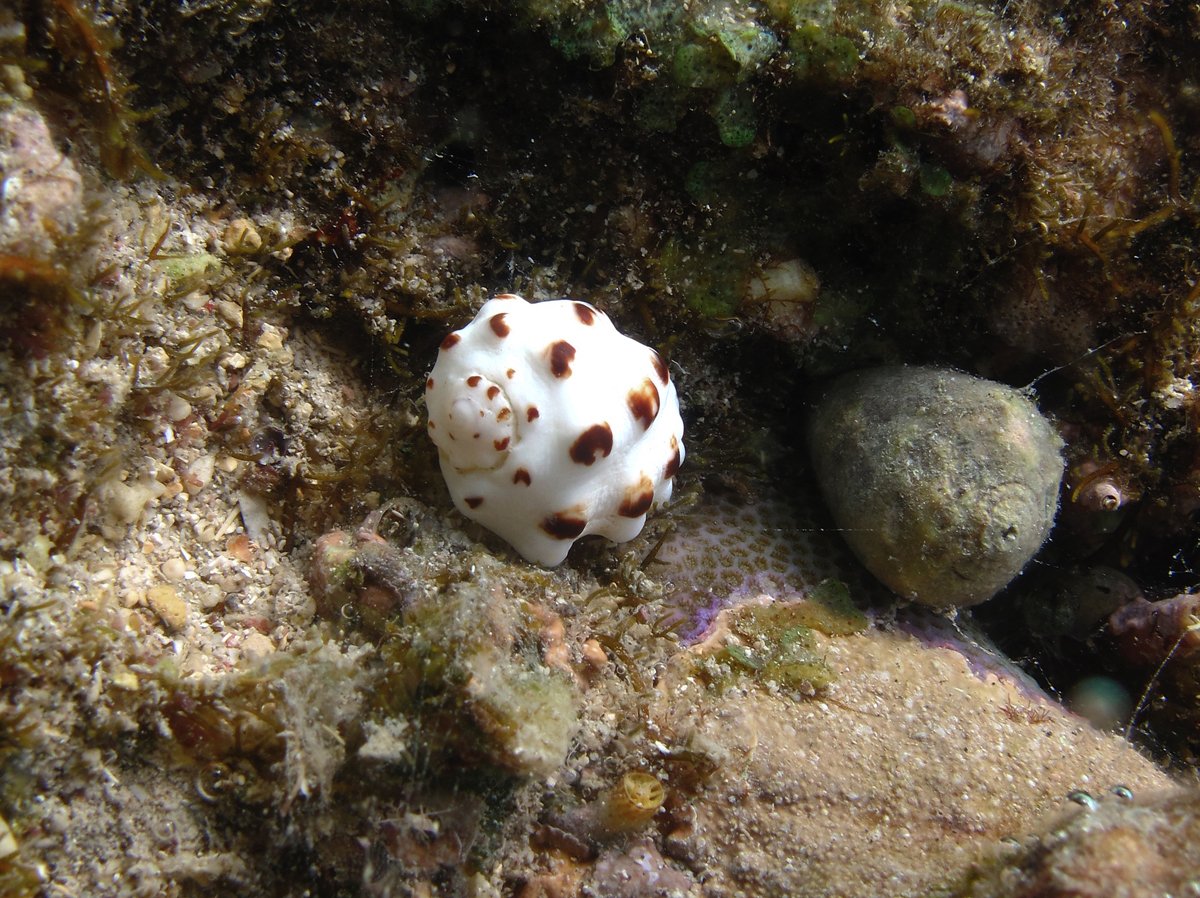
Drupa albolabris (coquille usée)
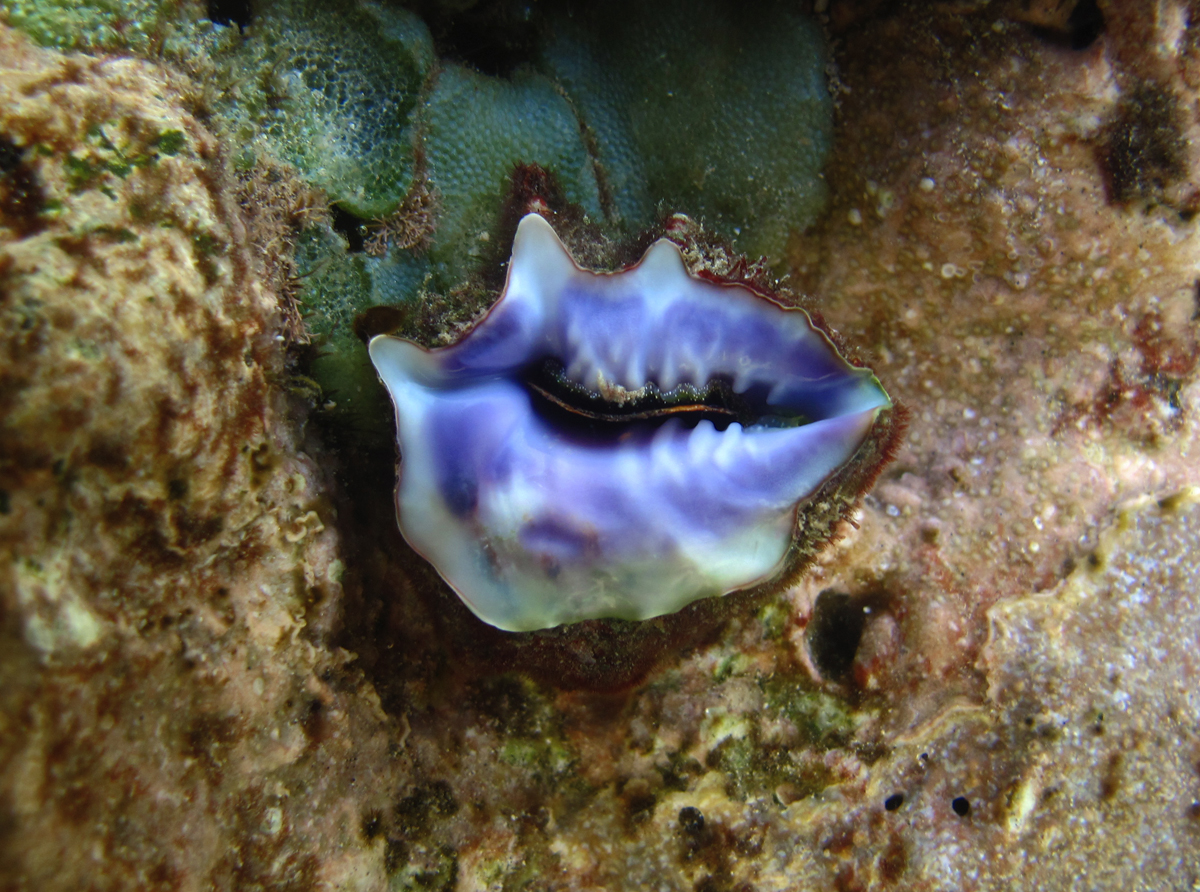
Drupa denticulata
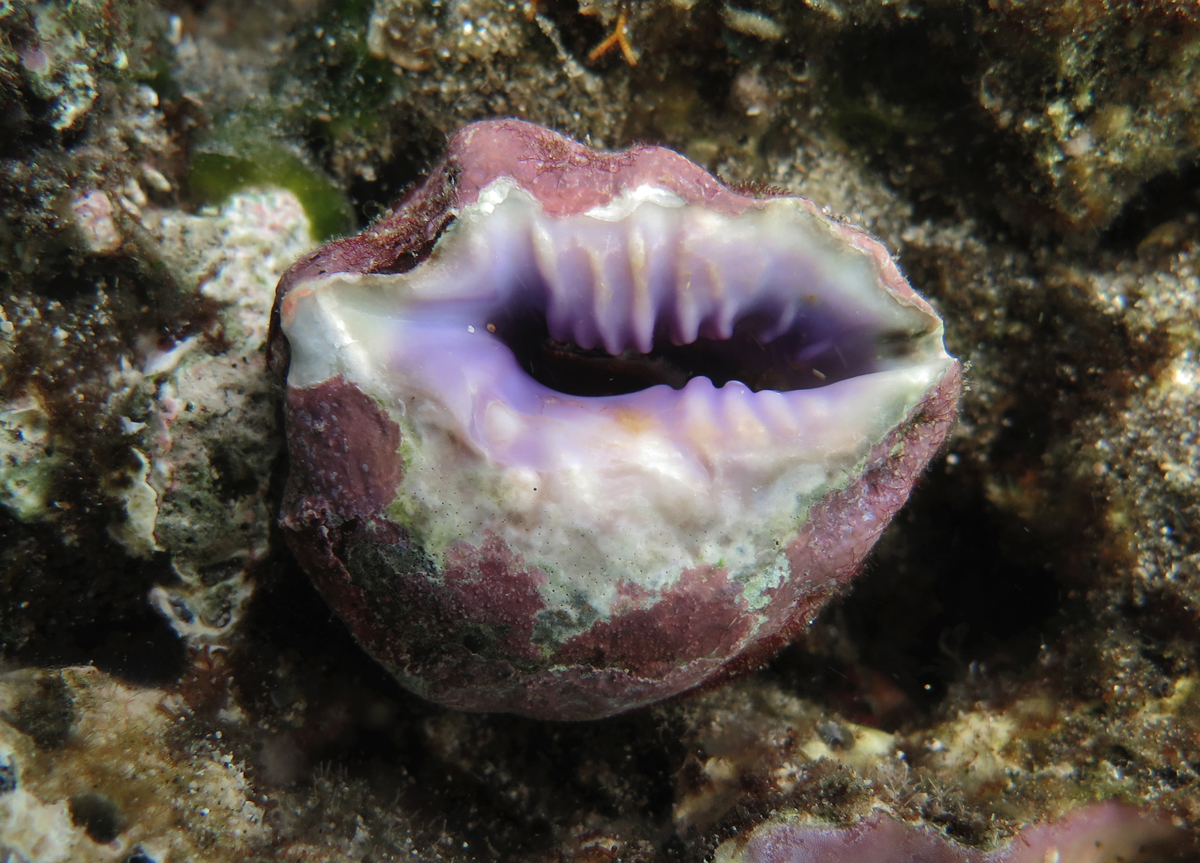
Drupa morum
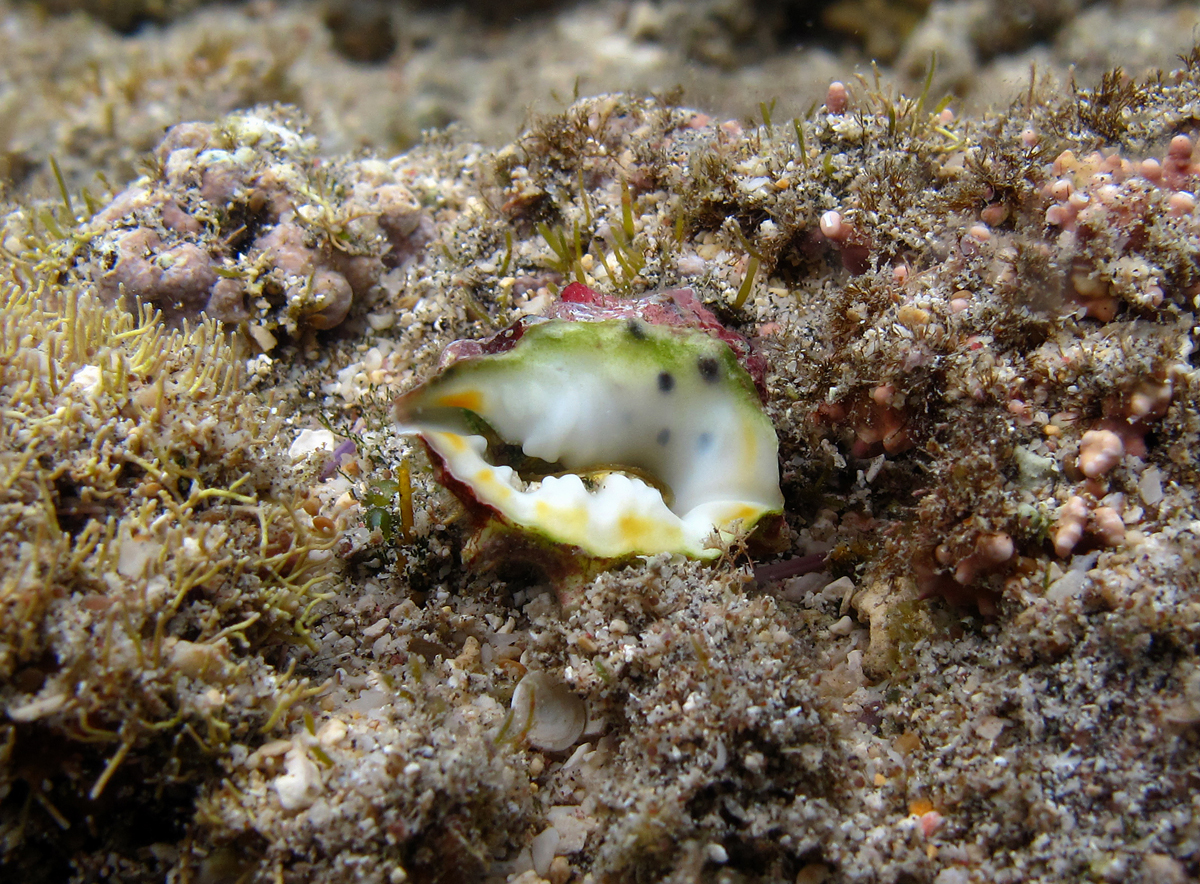
Drupa ricinus
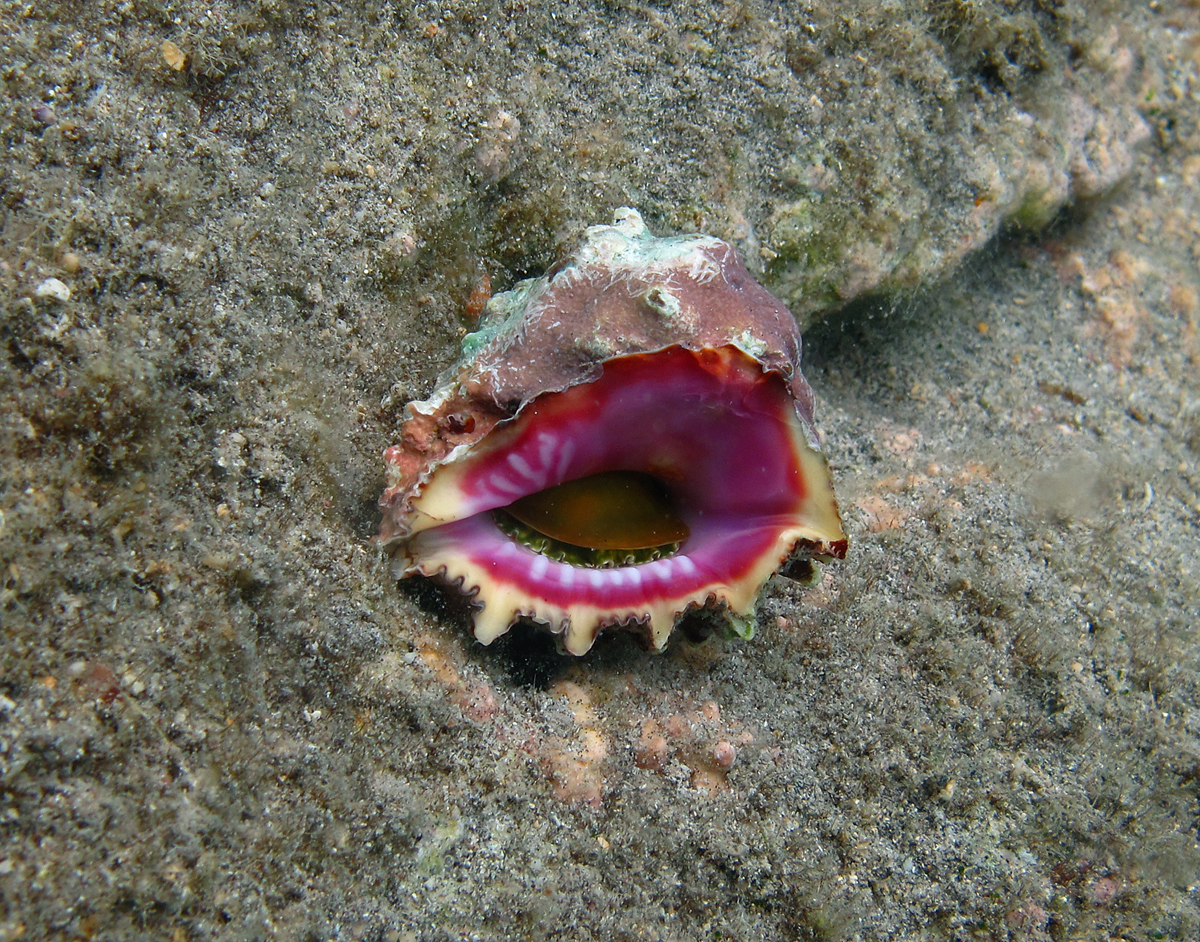
Drupa rubusidaeus

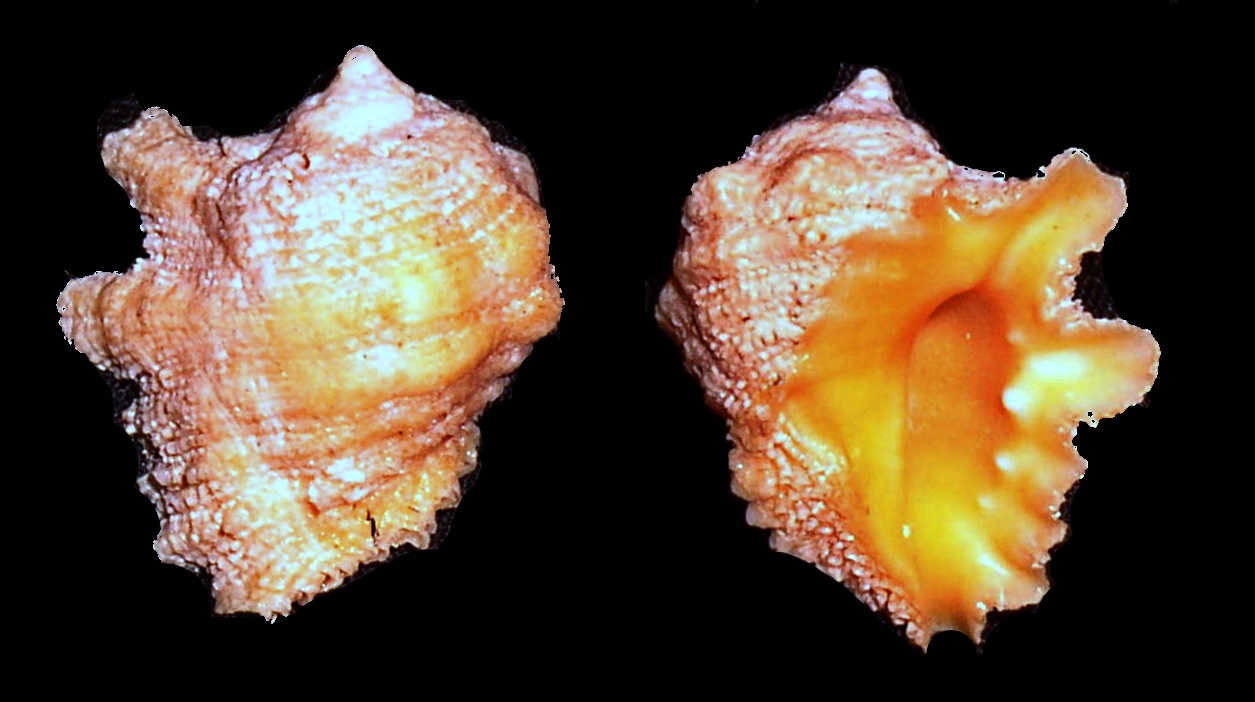
Drupa grossularia
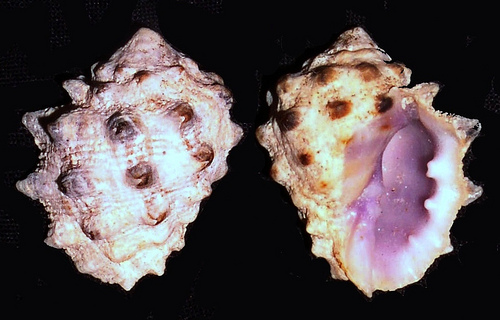
Drupa morum
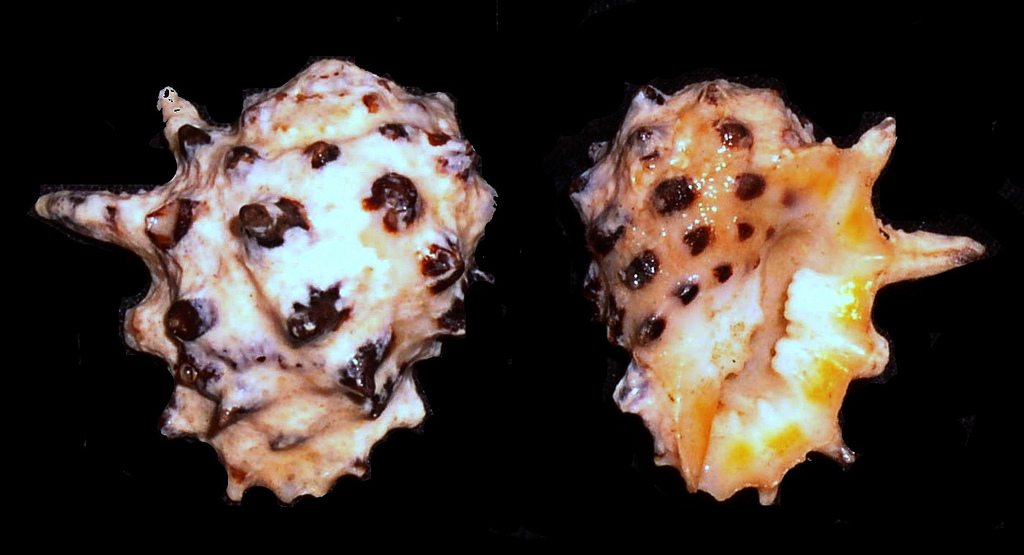
Drupa ricinus
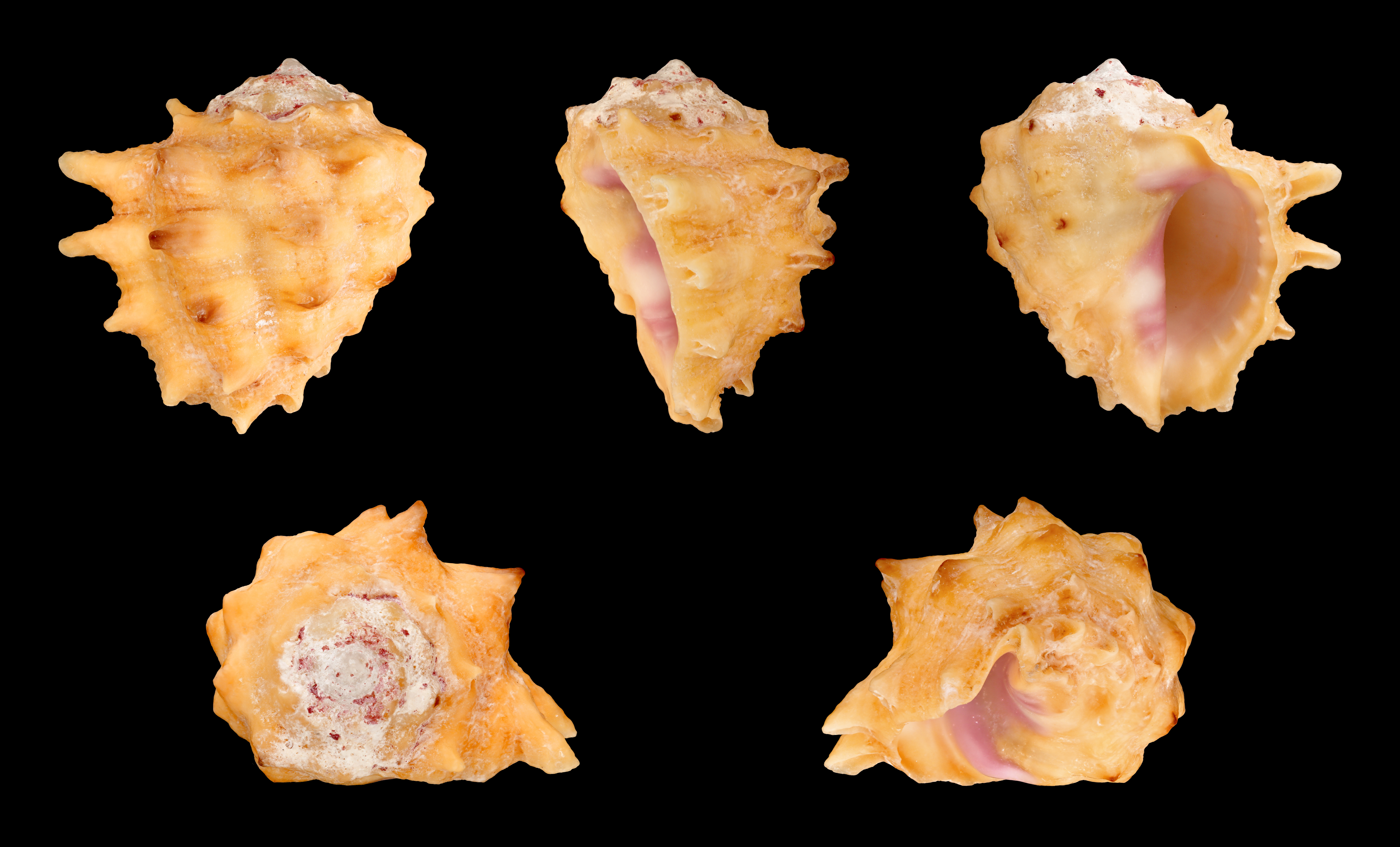
Drupa rubusidaeus